# Acanthogonatus juncal
Acanthogonatus juncal is een spinnensoort in de taxonomische indeling van de bruine klapdeurspinnen (Nemesiidae).
Acanthogonatus juncal werd in 1995 beschreven door Goloboff.